# Carlephyton diegoense
Carlephyton diegoense là một loài thực vật có hoa trong họ Ráy (Araceae). Loài này được Bogner mô tả khoa học đầu tiên năm 1972.